# Cornelius Kemboi
Cornelius Kemboi (29 febbraio 2000) è un mezzofondista keniano.

## Palmarès
| Anno | Manifestazione              | Sede       | Evento       | Risultato | Prestazione | Note                          |
| ---- | --------------------------- | ---------- | ------------ | --------- | ----------- | ----------------------------- |
| 2022 | Giochi del Commonwealth     | Birmingham | 5000 m piani | 11º       | 13'32"21    |                               |
| 2023 | Mondiali                    | Budapest   | 5000 m piani | Batteria  | 13'44"32    |                               |
| 2023 | Mondiali di corsa su strada | Riga       | 5 km         | 5º        | 13'24"      |                               |
| 2024 | Giochi panafricani          | Accra      | 5000 m piani | Bronzo    | 13'40"61    |                               |
| 2025 | Mondiali indoor             | Nanchino   | 3000 m piani | 8º        | 7'49"00     | Miglior prestazione personale |

## Altre competizioni internazionali
2022
- 10º al Memorial Van Damme ( Bruxelles), 5000 m piani - 13'03"49
- Bronzo al Bauhaus-Galan ( Stoccolma), 3000 m piani - 7'31"26
- 13º all'Herculis ( Monaco), 3000 m piani - 7'44"73
- 6º alla Weltklasse Zürich ( Zurigo), 5 km - 13'10"

2023
- 11º all'Herculis ( Monaco), 5000 m piani - 13'01"78
- 13º ai Bislett Games ( Oslo), 5000 m piani - 13'22"35

2024
- 6º alla Xiamen Diamond League ( Xiamen), 5000 m piani - 13'02"49
- Argento al Weltklasse Zürich ( Zurigo), 3000 m piani - 7'35"46
- 4ª agli FBK Games ( Hengelo), 5000 m piani - 13'09"76

2025
- 6º al Doha Diamond League ( Doha), 5000 m piani - 13'20"43
- 14º al Bauhaus-Galan ( Stoccolma), 5000 m piani - 13'49"29